# Dekemhare
Dekemhare (ponekad Decamare,tigrinjski ደቀምሓረ) eritrejski je grad smješten jugoistočno od Asmare. Pod talijanskom vlašću razvio se u industrijsko središte, poznato i po okolnim vinogradima. Tijekom Rata za nezavisnost znatno je razoren.

## Povijest
Naselje Dequ-Mehari, koje se danas nalazi iznad grada, u 15. stoljeću bilo je malena zajednica poljoprivrednika. Nakon invazije 1935. godine Talijani su uloižili znatna sredstva u razvoj Dekemharea kao prevozničkog središta. Sagradili su glavnu cestu do Nefasita kako bi grad povezali s morem što je otvorilo mnoga radna mjesta. Tako je grad postao glavno logističko uporište talijanske vojske u ratu protiv Etiopije. Grad je postao i poljoprivredno središte Talijanske Istočne Afrike oko kojeg su bili zasađeni uglavnom vinogradi, ali su proizvodili i tjesteninu i krušne proizvode.
Mnogo je građevina između 1936. i 1938. izgrađeno u Arte Deco stilu. Godine 1938. grad je imao 12.000 stanovnika od kojih je polovina bilo Talijana.
Tijekom Drugog svjetskog rata, kad su Britanci osvojili ovo područje, većina je Talijana napustila grad. Međuetnički sukobi 1947. naveli su većinu preostalih Talijana da napuste Dekemhare. Industrijska postrojenja nisu radila sve dok Britanci nisu 1951. područje prepustili Etiopiji. Dugo su se mogle čuti glasine da je vlada Hailea Salaessiea sprječavala strane tvrtke u izgradnji tvornica.
Tijekom Rata za nezavisnost (1961. – 1991.), grad je bio glavno uporište Eritrejskog oslobodilačkog fronta. Poprište prvih vojnih djelovanja Eritrejskog oslobodilačkog fronta protiv etiopske vlade pobunjenici su zauzeli 1977. i u njemu osnovali svoj stožer. Vladine snage ponovo su zauzele grad kad se je Eritrejski narodnooslobodilački front povukao iz ovog područja. Do kraja rata grad je bio izložen svim vrstama nasilja, od uličnih borbi i topničkih napada do bombardiranja avionima. Zbog žestokih borbi 1990. i 1991. većina stanovnika napustila je grad. Dne 21. svibnja 1991. EPLF je ponovo zauzeo Dekemhare što je uzrokovalo paničan bijeg vladinih snaga i poraz Asmare, a samim tim i prestanak širih borbenih djelovanja.